# Pongola (glaciazione)
Pongola è una glaciazione verificatasi nel Mesoarcheano, 2,9 miliardi di anni fa e durata per circa 150 milioni di anni. Si tratta della più antica glaciazione conosciuta.

## Geologia
Le più antiche tracce note di glaciazione risalenti al Mesoarcheano sono state identificate nella diamictite della formazione Mozaan, del supergruppo Pongola nel KwaZulu-Natal e nell'Eswatini.

## Clima
Anche se il clima dell'Archeano non è ben noto, lo studio degli isotopi di ossigeno nelle selci dell'epoca sembra dimostrare che il clima dell'Archeano fosse caldo o, quantomeno, temperato, in particolare a causa degli alti livelli di metano e anidride carbonica nell'atmosfera terrestre. È quindi probabile che una glaciazione intorno a 2,9 Ga sia stata causata da un calo del tasso di questi gas serra. La glaciazione di Pongola è anche associata a cambiamenti negli isotopi di zolfo (δ34 S), suggerendo che ciò potrebbe aver portato ad un'ossigenazione precoce e di breve durata dell'atmosfera terrestre.

## Durata e estensione della glaciazione
L'estensione delle calotte glaciali non è determinata con certezza. Alcuni autori sostengono che i depositi glaciali si siano formati a basse latitudini, al di sotto dei 30° N, ossia in prossimità dei tropici. Ciò implicherebbe un'era glaciale estesa su centinaia di milioni di anni. Altri studiosi sostengono che l'area coperta ai ghiacci si trovasse a latitudini medie o addirittura alte, più vicine al polo, dove potrebbe essersi formato un ghiacciaio polare, simile a quello presente attualmente.
Per quanto riguarda la sua durata, i depositi glaciali identificati rientrano nell'intervallo 2985 ± 1 e 2837 ± 5 Ma.